# Paul Dillon
Paul Dillon (Joliet (Illinois)) is een Amerikaans acteur en filmproducent.

## Carrière
Dillon begon in 1993 met acteren in de televisieserie Missing Persons. Hierna heeft hij nog meerdere rollen gespeeld in televisieseries en films zoals Natural Born Killers (1994), Cutthroat Island (1995), Austin Powers: International Man of Mystery (1997), The Pretender (1997-2000) en The Shield (2008).
Dillon is ook actief als filmproducent, in 1997 heeft hij de film Chicago Cab geproduceerd.

## Filmografie

### Films
Uitgezonderd korte films.
- 2023 The Bikeriders - als vader van kind
- 2022 Abandoned - als Harrington
- 2020 Laps - als Frank
- 2016 End of Fall - als chief Frank Kowalski
- 2016 Laps - als Frank
- 2012 On the Road - als Montana Slim
- 2010 The Creature from Lake Michigan – als Baby Scars Nelpone
- 2009 The Butcher – als Doyle
- 2009 Stellina Blue – als Paul
- 2007 The Blue Hour – als Sal
- 2006 One Night with You – als Will
- 2002 P.S. Your Cat Is Dead! – als Pidgeon
- 2001 The Pretender: Island of the Hounted – als Angelo
- 2001 The Pretender 2001 – als Angelo
- 2000 Held for Ransom – als John
- 1999 Fight Club – als Irvin
- 1998 Soldier – als Slade
- 1997 Chicago Cab – als taxichauffeur
- 1997 Austin Powers: International Man of Mystery – als Patty O'Brien
- 1997 O Monge e a Filha do Carrasco – als Rochus
- 1995 Cutthroat Island – als Snelgrave
- 1995 Fair Game – als hacker
- 1994 Natural Born Killers – als gevangene die tv vernielt
- 1994 Blink – als Neal Booker

### Televisieseries
Uitgezonderd eenmalige gastrollen.
- 2023 Waco: The Aftermath - als Pappy Millar - 3 afl.
- 2022 Chicago Fire - als Spiro Stephanides - 2 afl.
- 2012 - 2014 Laps - als Frank - 12 afl.
- 2008 The Shield – als Chaffee – 5 afl.
- 1997 – 2000 The Pretender – als Angelo – 24 afl.